# Razumovští
Razumovští (rusky Разумовский, ukrajinsky: Розумовський) je ruský imperiální a později také rakouský šlechtický rod ukrajinského původu.

## Dějiny rodu
Kořeny rodu sahají do doby kozáckého atamana Jakov Romanovič Rozum, který zemřel kolem roku 1700. Podle legendy, měl být Ivan Jakovlevič Rozum císařem Karlem VII. povýšen do stavu říšského hraběte Svaté říše římské, avšak zemřel bez potomků. Jeho bratr Grigorij Jakovlevič Rozum měl dva syny – Kirilla a Alexeje. Poté, co se Alexej stal favoritem ruské carevny Jelizavety Petrovny, změnil si rod jméno Razumovský s platností pro všechny členy rodu Rozumů.

## Význační členové rodu
Mezi význačné členy rodu patřili:
- Alexej Grigorjevič Razumovský (1709–1771) – favorit a morganatický manžel carevny Alžběty I. Petrovny. Roku 1742 ve Frankfurtu získal titul říšského hraběte Svaté říše římské a v roce 1745 také hraběcí titul v Rusku.
- Kirill Grigorjevič Razumovský (1728–1803) – oficiálně mladší bratr Alexeje Grigorjeviče, ale kolovaly zvěsti, že je jeho syn z dřívějšího manželství, poslední hejtman Levobřežní (1750–1764) a Pravobřežní (1754–1764) Ukrajiny, poslední hejtman vojska záporožského (1754–1769), v roce 1745 získal titul hraběte Ruského impéria.
- Alexej Kirillovič Razumovský (1748–1822) – prvorozený syn Kirilla, ministr školství Ruského impéria v letech 1806–1816, silně kritizován Puškinem kvůli reakcionářským postojům;
- Andrej Kirillovič Razumovský (1752–1836) – Kirillův druhý syn, který byl vyslancem Ruského impéria při vídeňském kongresu. Andrejovi byl roku 1815 udělen knížecí titul, a poté, kdy konvertoval ke katolictví, usadil se ve Vídni trvale. Údajně se měl podílet na vraždě švédského krále Gustava III. a cara Pavla I., a také měl být strůjcem druhého dělení Polska. Je však také zmiňován v souvislosti s podporou umění, zejména Ludwiga van Beethovena: Beethoven pro něho složil Ruské neboli Razumovské kvartety (Op. 59 č. 1, 2, a3) a také mu věnoval své symfonie 5. a 6.
- Kamillo Razumovsky (1852–1917) – rakouský politik, velkostatkář a mecenáš[1]

## Galerie

Některé rezidence Razumovských
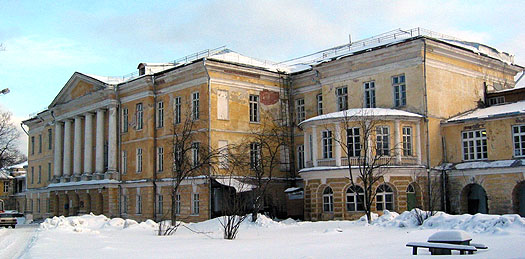
Palác Gorenky, Balašicha.
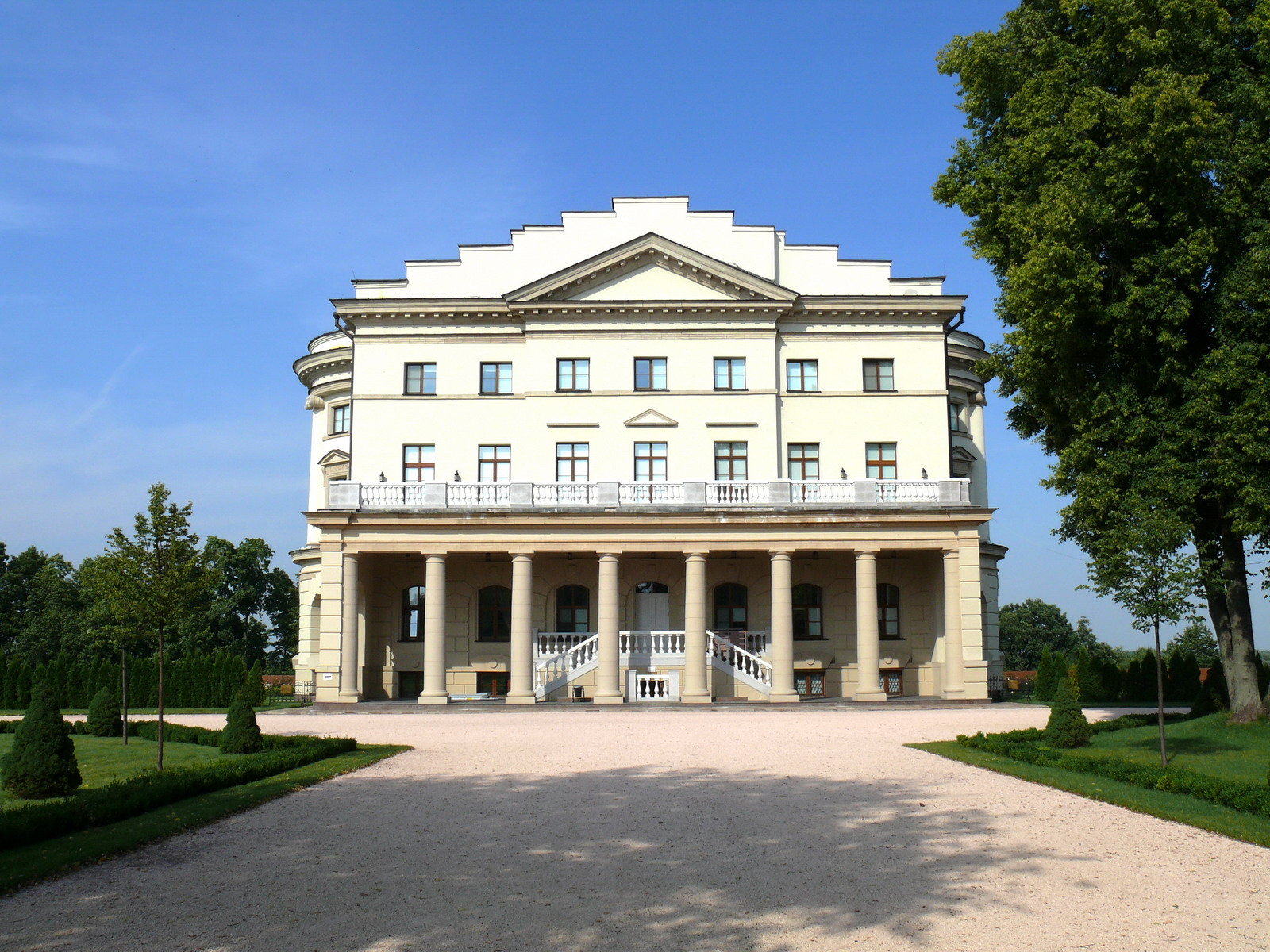
Hejtmanský palác, Baturin.
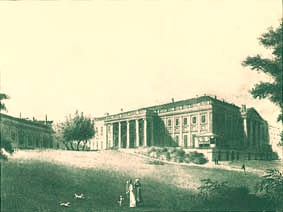
Palais Rasumofsky, Vídeň.
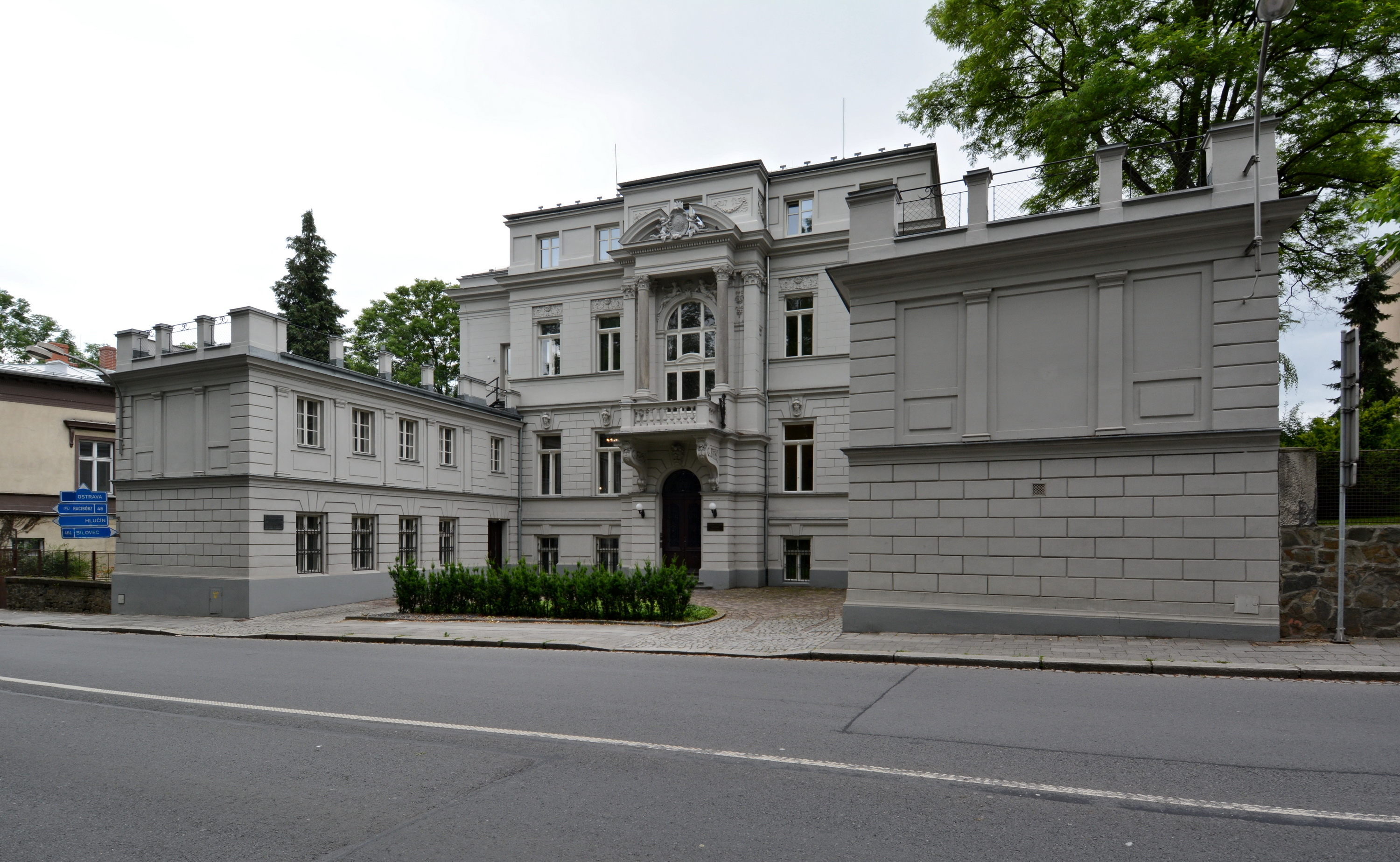
Palác Razumovských v Opavě